# Hypera
Hypera är ett släkte av skalbaggar som beskrevs av Ernst Friedrich Germar 1817. Hypera ingår i familjen vivlar.

## Bildgalleri

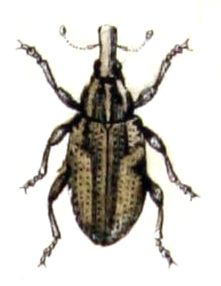
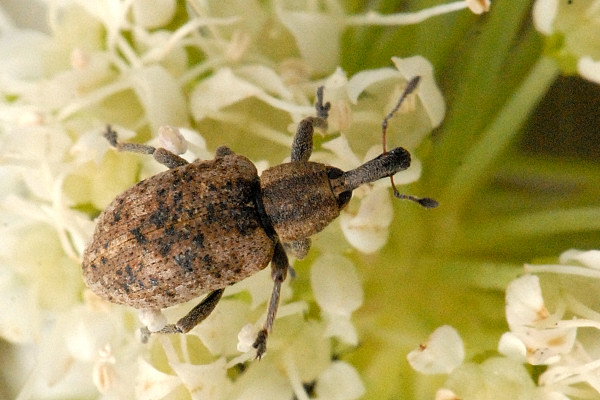
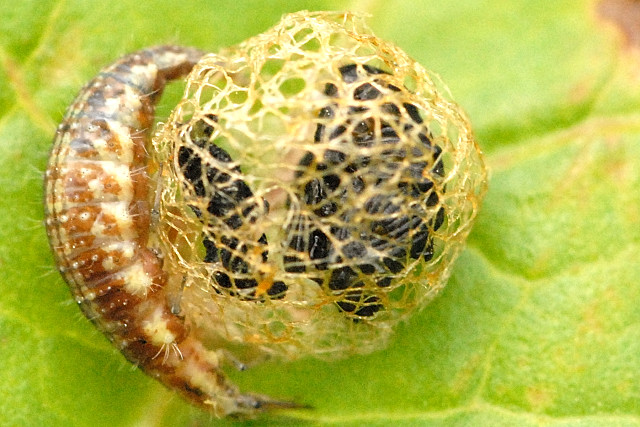

## Dottertaxa tillHypera, i alfabetisk ordning[1][2]
- Hypera abrutiana
- Hypera acaciae
- Hypera acetosae
- Hypera albonotata
- Hypera albosquamosa
- Hypera alternans
- Hypera amalek
- Hypera amasiensis
- Hypera amelek
- Hypera amoenus
- Hypera angustula
- Hypera arator
- Hypera arundinis
- Hypera arvernica
- Hypera aubei
- Hypera audax
- Hypera auliensis
- Hypera auriflua
- Hypera austera
- Hypera austriaca
- Hypera avernica
- Hypera barnevillei
- Hypera barrosi
- Hypera bawosi
- Hypera bidentata
- Hypera biglobosa
- Hypera biharica
- Hypera bipunctata
- Hypera bonvouloiri
- Hypera borcalis
- Hypera borealis
- Hypera bosnica
- Hypera bravardi
- Hypera brucki
- Hypera bucovinensis
- Hypera budensis
- Hypera caliginosa
- Hypera callosa
- Hypera canescens
- Hypera capiomonti
- Hypera carinicollis
- Hypera carpathica
- Hypera caucasica
- Hypera chevrolati
- Hypera chlorocoma
- Hypera circassicola
- Hypera coarcticollis
- Hypera comata
- Hypera constans
- Hypera contaminata
- Hypera corcyrea
- Hypera cordicollis
- Hypera corrosa
- Hypera crinita
- Hypera croatica
- Hypera cypris
- Hypera cyrta
- Hypera cyrtus
- Hypera damascena
- Hypera dauci
- Hypera delarouzei
- Hypera denominanda
- Hypera deportata
- Hypera deyrollei
- Hypera dissimilis
- Hypera distinguenda
- Hypera diversa
- Hypera diversipunctata
- Hypera dorica
- Hypera dorsalis
- Hypera dubia
- Hypera dubitabilis
- Hypera duplopunctata
- Hypera elegans
- Hypera elongata
- Hypera eos
- Hypera fabae
- Hypera fairmairei
- Hypera fasciculata
- Hypera fauconneti
- Hypera fausti
- Hypera favarcqui
- Hypera fiumana
- Hypera flavicans
- Hypera fornicata
- Hypera fulvipes
- Hypera fumipes
- Hypera fuscocinerea
- Hypera ganglbaueri
- Hypera globosa
- Hypera gordiaea
- Hypera gordyaea
- Hypera gravida
- Hypera grisea
- Hypera grouvellei
- Hypera guttipes
- Hypera helwigii
- Hypera hierichontica
- Hypera hispanica
- Hypera hispidula
- Hypera hostilis
- Hypera humilis
- Hypera iberica
- Hypera idriensis
- Hypera imbecilla
- Hypera insubida
- Hypera insularis
- Hypera johanni
- Hypera judaica
- Hypera juvenca
- Hypera kopalensis
- Hypera korbi
- Hypera kraatzi
- Hypera kunzei
- Hypera kunzii
- Hypera latifrons
- Hypera leonisi
- Hypera lhostei
- Hypera libanica
- Hypera lindbergi
- Hypera lineata
- Hypera lineatus
- Hypera lineola
- Hypera litigiosa
- Hypera longicollis
- Hypera lucasi
- Hypera lunatus
- Hypera lurida
- Hypera lusitanica
- Hypera lydia
- Hypera maculata
- Hypera maculipennis
- Hypera maculosa
- Hypera marmorata
- Hypera marmottani
- Hypera mauritanica
- Hypera medicaginis
- Hypera mehadiensis
- Hypera melarhyncha
- Hypera meles
- Hypera meridionalis
- Hypera micans
- Hypera miles
- Hypera minuta
- Hypera mixta
- Hypera mniszechi
- Hypera montivaga
- Hypera murina
- Hypera mutabilis
- Hypera mutatoria
- Hypera nebulosus
- Hypera nigrescens
- Hypera nigrirostris
- Hypera nivosa
- Hypera normandi
- Hypera noscibilis
- Hypera noscidia
- Hypera obovata
- Hypera obscura
- Hypera obtusa
- Hypera ocellata
- Hypera okeni
- Hypera ophthalmica
- Hypera orientalis
- Hypera ovalis
- Hypera oxalidis
- Hypera oxalis
- Hypera pallida
- Hypera palumbaria
- Hypera palustris
- Hypera pantherina
- Hypera parallela
- Hypera pedestris
- Hypera perplexa
- Hypera perrisi
- Hypera petrii
- Hypera phaeopa
- Hypera philantha
- Hypera philanthus
- Hypera picicornis
- Hypera picipes
- Hypera pimpinellae
- Hypera plantaginis
- Hypera plochardi
- Hypera pollux
- Hypera polygoni
- Hypera porcella
- Hypera postica
- Hypera proxima
- Hypera pruinosa
- Hypera przewalskii
- Hypera pubescens
- Hypera punctata
- Hypera puncticauda
- Hypera punctulata
- Hypera pusilla
- Hypera pyrenaea
- Hypera pyrrhodactylus
- Hypera quadratocollis
- Hypera reductirostris
- Hypera reichei
- Hypera reitteri
- Hypera repanda
- Hypera rotundata
- Hypera roussini
- Hypera rubi
- Hypera rudicollis
- Hypera rufimembris
- Hypera rufipes
- Hypera rugulosa
- Hypera rumicis
- Hypera saulcyi
- Hypera scania
- Hypera scanica
- Hypera scanicus
- Hypera scapularis
- Hypera segnis
- Hypera sierrana
- Hypera signata
- Hypera socialis
- Hypera solida
- Hypera sordida
- Hypera souvorovi
- Hypera spissa
- Hypera straminea
- Hypera striata
- Hypera stulta
- Hypera suanetica
- Hypera sublineata
- Hypera subuniformis
- Hypera suspiciosa
- Hypera svanetica
- Hypera swanetica
- Hypera tamarisci
- Hypera taraxaci
- Hypera temperei
- Hypera tesselata
- Hypera tigrina
- Hypera timida
- Hypera trifolii
- Hypera tristis
- Hypera tumida
- Hypera variabilis
- Hypera venusta
- Hypera viciae
- Hypera vicina
- Hypera vidua
- Hypera viennensis
- Hypera villosula
- Hypera virescens
- Hypera visnagae
- Hypera zoilus